# Forêts de conifères tropicales et subtropicales
Localisation
Les forêts de conifères tropicales et subtropicales constituent un biome terrestre de type forestier. Les végétaux qui composent ces forêts sont des arbustes et des arbres hérissés d'épines, des conifères et des plantes succulentes.
Ce biome se situe dans les zones basses où la saison sèche est longue et les précipitations sont rares. On localise ces formations végétales dans les latitudes tropicales et subtropicales :
- Néarctique et Néotropique
  - du Mexique au Nicaragua : forêts de pins et de chênes d'Amérique centrale
  - dans les Grandes Antilles : forêts de pins d'Hispaniola
- Indomalais
  - en Asie du sud-est : forêts de pins tropicales de Luçon
  - dans les forêts tropicales de l'Himalaya où l'on regroupe deux grands ensembles :
    - les forêts subtropicales de pins, composées de Pinus yunnanensis et Pinus roxburghii
    - les forêts subtropicales de cyprès, composées de Cupressus ducloxiana et Cupressus torulosa